# Sasaki Tadashi (Bankier)
Sasaki Tadashi (japanisch 佐々木 直; geboren 19. Mai 1907 in Sendai (Präfektur Miyagi); gestorben 7. Juli 1988) war ein japanischer Bankfachmann und der 22. Präsident der Bank of Japan.

## Leben und Wirken
Sasaki Tadashi machte 1930 seinen Studienabschluss an der kaiserlichen Universität Tokio im Fach Wirtschaftswissenschaften. Anschließend trat er in die Bank of Japan ein. Nach verschiedenen Positionen wurde er 1944 stellvertretender Leiter der Personalabteilung der Bank.
Nach dem Zweiten Weltkrieg wurde Sasaki Leiter des Büros des Präsidenten. Als die Nachfolge des Präsidenten näher rückte, setzten sich Premierminister Ikeda Hayato und der damalige Finanzminister Tanaka Kakuei für Usami Makoto (宇佐美洵; 1901–1983) ein, der dann 21. Präsident wurde.
Am 17. Dezember 1969 wurde dann Sasaki als Nachfolger 22. Präsident. Er steuerte bis zu seiner Pensionierung im Jahr 1974 die Geldpolitik in Zeiten von Turbulenzen in der japanischen Wirtschaft und bekam den Spitznamen „Prinz der Bank of Japan“ (日銀のプリンス). In seine Zeit fiel die Umstellung auf ein System freier Wechselkurse aufgrund des Dollarschocks Anfang der 1970er Jahre und der Preisanstieg nach der Ölpreiskrise, Probleme, die er gut bewältigte, so durch verschiedentliche Erhöhungen des Yen-Wechselkurses.
Sasaki wirkte nach seiner Pensionierung von 1975 bis 1988 als aktiver Sekretär der Wirtschaftsvereinigung „Keizai dōyūkai“ (経済同友会).